# 核 (线性算子)

核函数示例 - 线性算子 L:(x,y)⟶(x,x)将直线 (x=0,y) 上的所有点变换至零点 (0,0)，因此它们构成了线性算子的核函数

在线性代数与泛函分析中，一个线性算子 L 的核（英語：kernel，也称作零空间）是所有使 L(v) = 0 的v的集合。这就是如果 L: V →W，则
{\displaystyle \ker(L)=\left\{v\in V:L(v)=0\right\}{\text{,}}}
这里 0 表示 W 中的零向量。L 的核是定义域 V 的一个线性子空间。
一个线性算子 Rm → Rn 的核与对应的 n × m 矩阵的零空间相同。

## 性质

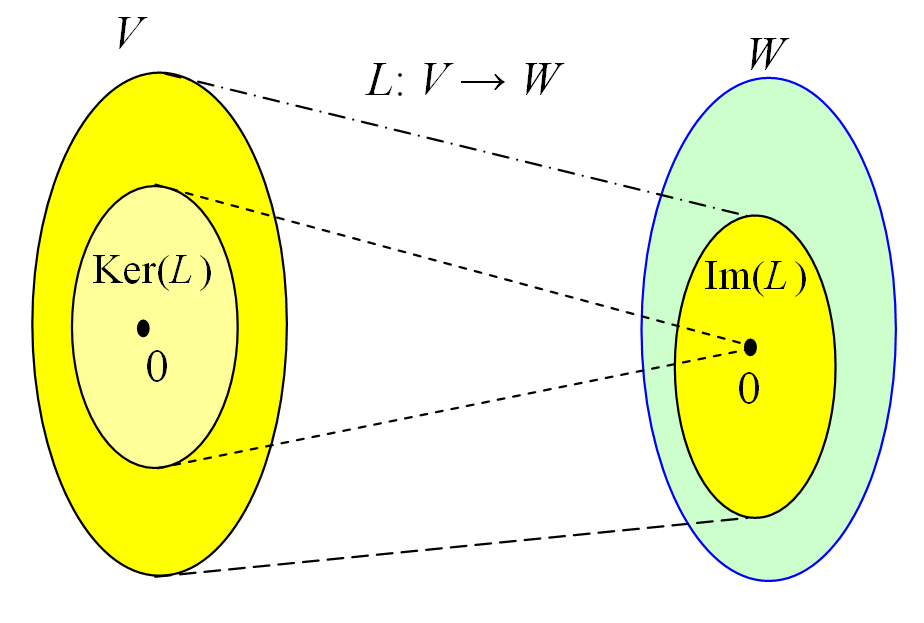
映射L的核与像。

如果 L: V → W，则 V 中两个元素在 W 中有相同的像当且仅当它们的差在 L 的核中：
{\displaystyle L(v)=L(w)\;\;\;\;\Leftrightarrow \;\;\;\;L(v-w)=0{\text{.}}}
从而 L 的像同构于 V 被这个核的商空间：
{\displaystyle {\text{im}}(L)\cong V/\ker(L){\text{.}}}
当 V 是有限维的，这蕴含着秩-零化度定理：
{\displaystyle \dim(\ker L)+\dim({\text{im}}\,L)=\dim(V){\text{.}}\,}
当 V 是一个内积空间是，商 V / ker(L) 可以与 ker(L) 在 V 中的正交补等同。这是一个矩阵的行空间的线性算子的推广。

## 例子
1. 如果 L: Rm → Rn，则 L 的核是一个齐次线性方程组的解集。例如，如果 L 是算子：

{\displaystyle L(x_{1},x_{2},x_{3})=(2x_{1}+5x_{2}-3x_{3},\;4x_{1}+2x_{2}+7x_{3})}
则 L 的核是方程组
{\displaystyle {\begin{alignedat}{7}2x_{1}&&\;+\;&&5x_{2}&&\;-\;&&3x_{3}&&\;=\;&&0\\4x_{1}&&\;+\;&&2x_{2}&&\;+\;&&7x_{3}&&\;=\;&&0\end{alignedat}}}
的解集。
1. 令 C[0,1] 表示区间 [0,1] 上所有连续实值函数组成的向量空间，定义 L: C[0,1]→ R 为

{\displaystyle L(f)=f(0.3){\text{.}}\,}
则 L 的核由所有使得 f(0.3) =0 的函数 f ∈ C[0,1]。
1. 令 C∞(R) 是所有无穷可微函数 R → R 的向量空间，并设 D: C∞(R) → C∞(R) 是微分算子：

{\displaystyle D(f)={\frac {df}{dx}}{\text{.}}}
则 D 的核由 C∞(R) 中所有导数都是零的函数组成，即常值函数。
1. 令 R∞ 是无穷个 R 的直和，并设 s: R∞ → R∞ 为移位算子（英语：Shift operator）

{\displaystyle s(x_{1},x_{2},x_{3},x_{4},\ldots )=(x_{2},x_{3},x_{4},\ldots ){\text{.}}}
则 s 的核是由所有向量 (x1, 0, 0, ...) 组成的一维子空间。注意 s 是映上的，却有非平凡的核。
1. 如果 V 是一个内积空间，W 是一个子空间，正交投影 V → W 的核是 W 在 V 中的正交补。

## 泛函分析中的核
如果 V 和 W 是拓扑向量空间（且 W 是有限维的），则一个线性算子 L: V → W 是连续的当且仅当 L 的核是 V 的一个闭子空间。